# Sun - Spirit of Cheops
Sun – Spirit of Cheops is een studioalbum van Steve Schroyder uit 1992. Het staat te boek als een soloalbum, maar kan beter gezien worden in het licht van het latere Star Sounds Orchestra. Zijn vaste medewerker binnen SSO was Jens Zygar en deze speelde ook op dit album al mee. Het thema van dit album is de omzetting van de meetkundige inrichting van de Piramide van Cheops naar muziek. Hans Cousto, al eerder verantwoordelijk voor Kosmische Oktave.  Hij combineerde de hoogte van de piramide met de zon en kwam daarbij uit op een B van 126,22 /252,44 hertz. De overige tonen werden daarop volgens dezelfde piramideregels op afgestemd, hetgeen een klankkleur geeft die afwijkt van de normale en voor extra energie zou zorgen (aldus het principe van Cousto).
De muziek valt binnen het genre new agemuziek binnen hoofdgenre elektronische muziek. Als “afwijkend instrumentarium” zijn gong en didgeridoo (veel gebruikt binnen new agemuziek) te horen. De terugherleiding tot muziektonen en de opnamen vonden plaats in de Oxyl-Studio te Renan, Zwitserland, de Oxo-Studio te Freiburg im Breisgau, Odenwald Pyramid in Erbach-Günterfürst en Casa Guardaval in Montagnola. Eindopnamen vonden plaats in de Studio Brachelshof te Oberembt.

## Musici
- Steve Schroyder – synthesizers, elektronica
- Jens Zygar – gongs
- Gary Thomas – didgeridoo

## Muziek
| Nr. | Titel                                                              | Duur  |
| --- | ------------------------------------------------------------------ | ----- |
| 1.  | Spirit of Cheops (nadering van de piramide)                        | 21:59 |
| 2.  | Gangway and gallery (het betreden van de piramide)                 | 7:26  |
| 3.  | Royal chamber (het gevoel als je binnenin de piramide bent)        | 12:20 |
| 4.  | Sarcophague (de vraag: is het een sarcofaag of een standaardmeter) | 10:24 |